# Offener Kanal Westküste
Offener Kanal Westküste est une radio associative locale de l'OKSH-Anstalt dans le Schleswig-Holstein.
Offener Kanal Westküste est d'abord une institution de l'Unabhängige Landesanstalt für Rundfunk und neue Medien. Les radios associatives sont séparées de l'ULR en octobre 2006 et deviennent indépendantes de l'OKSH-Anstalt.
La radio associative a plusieurs studios. Le premier studio d'OK Westküste est inauguré en septembre 1997 à Husum. L'association a un studio à Amrum et deux à Föhr.

### Source de la traduction
- (de) Cet article est partiellement ou en totalité issu de l’article de Wikipédia en allemand intitulé « Offener Kanal Westkuste » (voir la liste des auteurs).